# 戴维·拉森
戴维·拉森（英語：David Larson，1959年6月25日—），美国男子游泳运动员。他曾代表美国参加1984年夏季奥林匹克运动会游泳比赛，获得男子4×200米自由泳接力金牌。